# Skunkworks (album)
Skunkworks je treći samostalni studijski album britanskog pjevača Brucea Dickinsona. Album je 19. veljače 1996. godine objavila diskografska kuća Castle Records.

## O albumu
Dickinson je isprva želio da Skunkworks bude debitantski album istoimenog sastava. Međutim, diskografska kuća nije htjela objaviti album ni pod kojim drugim imenom osim njegovog. Album se sve više udaljio od progresivnog metala koji je bio karakterističan za njegov bivši sastav Iron Maiden te se prebacio na zvuk alternativnog rocka, sličan onomu sastava Soundgarden. Međutim, na turneji namijenjenoj promociji Skunkworksa, Dickinson je prvi put uvrstio pjesmu svog bivšeg sastava – djelomično prerađenu inačicu pjesme "The Prisoner". Mnogo pjesama s albuma govori o znanosti i tehnologiji. Sastav nije dugo opstao pa se za svoj naredni soloprojekt, Accident of Birth, ponovno udružio s gitaristom Royem Z (koji je surađivao s njime na albumu Balls to Picasso). Album je producirao Jack Endino, poznat po tome što je bio producent prvom Nirvaninom albumu, Bleach. Naziv albuma odnosi se na kodni naziv za vojni testni program.
Skunkworks je ponovno bio objavljen 2005. u proširenoj inačici koja je sadržavala pjesme izvedene uživo, kao "Inertia", "Faith", "Innerspace", "The Prisoner" te ostale prethodno neobjavljene pjesme.

## Popis pjesama
| 1.    | »Space Race«                  | Bruce Dickinson, Alex Dickson  | 3:47 |
| 2.    | »Back from the Edge«          | Dickinson, Dickson             | 4:17 |
| 3.    | »Inertia«                     | Dickinson, Dickson             | 3:04 |
| 4.    | »Faith«                       | Dickinson, Dickson             | 3:35 |
| 5.    | »Solar Confinement«           | Dickinson, Dickson             | 3:20 |
| 6.    | »Dreamstate«                  | Dickinson, Dickson             | 3:50 |
| 7.    | »I Will Not Accept the Truth« | Dickinson, Dickson             | 3:45 |
| 8.    | »Inside the Machine«          | Dickinson, Dickson             | 3:28 |
| 9.    | »Headswitch«                  | Dickinson, Dickson             | 2:14 |
| 10.   | »Meltdown«                    | Dickinson, Dickson             | 4:35 |
| 11.   | »Octavia«                     | Dickinson, Dickson             | 3:15 |
| 12.   | »Innerspace«                  | Dickinson, Dickson, Chris Dale | 3:31 |
| 13.   | »Strange Death in Paradise«   | Dickinson, Dickson             | 4:50 |
| 47:29 |                               |                                |      |

| Popis pjesama s proširenog izdanja iz 2005. godine (drugi CD) | Popis pjesama s proširenog izdanja iz 2005. godine (drugi CD) | Popis pjesama s proširenog izdanja iz 2005. godine (drugi CD) | Popis pjesama s proširenog izdanja iz 2005. godine (drugi CD) | Popis pjesama s proširenog izdanja iz 2005. godine (drugi CD) | Popis pjesama s proširenog izdanja iz 2005. godine (drugi CD) | Popis pjesama s proširenog izdanja iz 2005. godine (drugi CD) | Popis pjesama s proširenog izdanja iz 2005. godine (drugi CD) | Popis pjesama s proširenog izdanja iz 2005. godine (drugi CD) | Popis pjesama s proširenog izdanja iz 2005. godine (drugi CD) |
| Br.                                                           | Skladba                                                       | Trajanje                                                      |                                                               |                                                               |                                                               |                                                               |                                                               |                                                               |                                                               |
| ------------------------------------------------------------- | ------------------------------------------------------------- | ------------------------------------------------------------- | ------------------------------------------------------------- | ------------------------------------------------------------- | ------------------------------------------------------------- | ------------------------------------------------------------- | ------------------------------------------------------------- | ------------------------------------------------------------- | ------------------------------------------------------------- |
| 1.                                                            | »I'm in a Band with an Italian Drummer«                       | 3:52                                                          |                                                               |                                                               |                                                               |                                                               |                                                               |                                                               |                                                               |
| 2.                                                            | »Rescue Day«                                                  | 4:08                                                          |                                                               |                                                               |                                                               |                                                               |                                                               |                                                               |                                                               |
| 3.                                                            | »God's Not Coming Back«                                       | 2:16                                                          |                                                               |                                                               |                                                               |                                                               |                                                               |                                                               |                                                               |
| 4.                                                            | »Armchair Hero«                                               | 2:42                                                          |                                                               |                                                               |                                                               |                                                               |                                                               |                                                               |                                                               |
| 5.                                                            | »R 101«                                                       | 2:06                                                          |                                                               |                                                               |                                                               |                                                               |                                                               |                                                               |                                                               |
| 6.                                                            | »Re-Entry«                                                    | 4:05                                                          |                                                               |                                                               |                                                               |                                                               |                                                               |                                                               |                                                               |
| 7.                                                            | »Americans Are Behind«                                        | 2:51                                                          |                                                               |                                                               |                                                               |                                                               |                                                               |                                                               |                                                               |
| 8.                                                            | »Inertia« (uživo)                                             | 3:53                                                          |                                                               |                                                               |                                                               |                                                               |                                                               |                                                               |                                                               |
| 9.                                                            | »Faith« (uživo)                                               | 3:23                                                          |                                                               |                                                               |                                                               |                                                               |                                                               |                                                               |                                                               |
| 10.                                                           | »Innerspace« (uživo)                                          | 4:29                                                          |                                                               |                                                               |                                                               |                                                               |                                                               |                                                               |                                                               |
| 11.                                                           | »The Prisoner« (obrada Iron Maidena; uživo)                   | 5:43                                                          |                                                               |                                                               |                                                               |                                                               |                                                               |                                                               |                                                               |
| 39:28                                                         |                                                               |                                                               |                                                               |                                                               |                                                               |                                                               |                                                               |                                                               |                                                               |

## Recenzije
Jason Anderson, glazbeni kritičar sa stranice AllMusic, dodijelio je albumu tri od pet zvjezdica te je izjavio: "Prikazujući ponekad otmjeni progresivni groove u stilu Rusha te mnoštvo svojih tradicionalnih tema pjesama o znanosti i književnosti, Bruce Dickinson zaslužuje visoku ocjenu za Skunkworks, četvrti samostalni uradak ovog bivšeg pjevača Iron Maidena. Ovo djelo iz 1996. godine signalizira Dickinsonov skroman pomak prema glazbi uglavnom u skladu s (ali još uvijek pomalo suzdržanoj u usporedbi) njegovim izvornim radom u Maidenima. Povremeno pretjerano ozbiljan, visokokonceptualni imidž nešto je što bi obožavatelji očekivali, ali otvorenu, manje metalnu izvedbu (koja je i dalje žestoka po bilo kojem standardu) nije kronološki ni im poznata ni bliska. Pjevaču su se na Skunkworksu pridružili gitarist Alex Dickson, bubnjar Alex Elena i basist Chris Dale. Među hvale vrijednim skladbama nalaze se "Solar Confinement", koja, iako je tekstualno mračna, sadrži odličan refren te "I Will Not Accept the Truth" koja podsjeća na Soundgarden. "Headswitch" je također poslastica, ovog puta zbog svog ažuriranog plesnog doživljaja u stilu Deep Purplea. Ova skladba usto sadrži i jedan od Dicksonovih najboljih gitarskih radova uopće. Godinu dana nakon Skunkworksa, Dickinsonu se pridružio bivši gitarist Maidena Adrian Smith te su se zajedno čvršće vratili klasičnoj formi. Mnogi se slažu da je period sa Smithom pjevačev najbolji, ali Skunkworks je i sam po sebi vrlo vrijedan, predskazujući ono što će u konačnici biti visoko cijenjeni stilistički preokret."

## Zasluge
Bruce Dickinson
- Bruce Dickinson – vokali
- Alex Dickson – gitara
- Chris Dale – bas-gitara
- Alessandro "Alex" Elena – bubnjevi

Ostalo osoblje
- Jack Endino – produkcija, inženjer zvuka, miksanje
- Storm Thorgerson – naslovnica